# Eygalières
Eygalières – miejscowość i gmina we Francji, w regionie Prowansja-Alpy-Lazurowe Wybrzeże, w departamencie Delta Rodanu.
Według danych na rok 1990 gminę zamieszkiwały 1594 osoby, a gęstość zaludnienia wynosiła 47 osób/km² (wśród 963 gmin regionu Prowansja-Alpy-W. Lazurowe Eygalières plasuje się na 302. miejscu pod względem liczby ludności, natomiast pod względem powierzchni na miejscu 290.).